# Узлове (Краснознаменський район)
Узлове (рос. Узловое) — селище Краснознаменського району, Калінінградської області Росії. Входить до складу Краснознаменського міського округу.
Населення —  562 особи (2015 рік). 

## Населення
| 2002 | 2010 |
| ---- | ---- |
| 566  | ↘562 |